# Садовая (платформа Московской железной дороги)
Садо́вая — остановочный пункт Московской железной дороги на участке Муратовка — Плеханово. Расположена в городском округе Калуга Калужской области. В официальных документах именовалась как 154 км, пока в апреле 2025 года не была официально переименована в платформу Садовая. К станции прилегает село Муратовского щебзавода, а также территории, занимаемые целым рядом садово-огороднических товариществ.

## Характеристика
Остановочный пункт обслуживается прямыми маршрутами пригородных поездов с Киевского вокзала Москвы. На своей хордовой линии о.п. находится на электрифицированном участке Полотняный Завод — Калуга I посреди неэлектрифицированной линии, на двухпутном Муратовка — Калуга I посреди однопутной линии.
2 боковых высоких платформы (2 пути). Работает билетная касса.

## Пассажирское движение
На станции имеют остановку пригородные поезда, следующие направлением на: Москву, Калугу I, Вязьму и Сухиничи.
На маршрутах работают электропоезда и рельсовые автобусы.